# Canton de La Capelle
Le canton de La Capelle est une ancienne division administrative française située dans le département de l'Aisne et la région Picardie.

## Géographie
Ce canton a été organisé autour de La Capelle dans l'arrondissement de Vervins. Son altitude varie de 107 m (Chigny) à 239 m (Clairfontaine) pour une altitude moyenne de 182 m.

## Histoire

### Révolution française

Carte du canton de La Capelle en 1790.

Le canton de La Capelle est créé le 15 février 1790 sous la Révolution française,. Le canton comprend 9 communes avec La Capelle pour chef-lieu : Buironfosse, La Capelle, Clairfontaine, Étréaupont, La Flamengrie, Froidestrées, Gergny, Lerzy, Rocquigny, Sommeron, Sorbais. Il est une subdivision du district de Vervins qui disparait le 5 Fructidor An III (22 août 1795).
Le nombre de communes dans le canton ne bouge pas lors de la période révolutionnaire. Lors de la création des arrondissements par la loi du 28 pluviôse an VIII (17 février 1800), le canton de La Capelle est rattaché à l'arrondissement de Vervins.

### 1801 - 2015
L'arrêté du 3 vendémiaire an X (25 septembre 1801) entraine un redécoupage du canton de La Capelle qui est conservé. 3 communes (Chigny, Englancourt et Erloy) du canton de Marly, 2 communes du canton du Nouvion (Fontenelle et Papleux), Luzoir, commune du canton d'Hirson et Crupilly, commune du canton de Guise intègrent le canton de La Capelle. Le nombre de communes passe alors de 11 à 18 communes. 
Le canton subit alors aucune modification ni dans le changement de nom des communes le composant, et ni dans sa composition propre jusqu'en mars 2015.

### Redécoupage de 2015
Un nouveau découpage territorial de l'Aisne entre en vigueur en mars 2015, défini par le décret du 21 février 2014, en application des lois du 17 mai 2013 (loi organique 2013-402 et loi 2013-403),. Les conseillers départementaux sont, à compter de ces élections, élus au scrutin majoritaire binominal mixte. Les électeurs de chaque canton élisent au Conseil départemental, nouvelle appellation du Conseil général, deux membres de sexe différent, qui se présentent en binôme de candidats. Les conseillers départementaux sont élus pour 6 ans au scrutin binominal majoritaire à deux tours, l'accès au second tour nécessitant 10 % des inscrits au 1er tour. En outre la totalité des conseillers départementaux est renouvelée. Ce nouveau mode de scrutin nécessite un redécoupage des cantons dont le nombre est divisé par deux avec arrondi à l'unité impaire supérieure. Dans l'Aisne, le nombre de cantons passe ainsi de 42 à 21. Le canton de La Capelle ne fait pas partie des cantons conservés du département. 
Le canton disparait lors des élections départementales de mars 2015. L'ensemble des communes est regroupée au nouveau canton de Vervins sauf Chigny et Crupilly rejoignant celui de Guise.

## Administration

### Conseillers généraux de 1833 à 2015
| Période | Période      | Identité                           | Étiquette             | Qualité                                                                         |
| ------- | ------------ | ---------------------------------- | --------------------- | ------------------------------------------------------------------------------- |
| 1833    | 1848         | Louis François Delacampagne        |                       | Juge de paix à La Capelle                                                       |
| 1848    | 1854         | Pierre-André Lesur (1792-1875)     |                       | Notaire, propriétaire à Étréaupont, conseiller d'arrondissement                 |
| 1854    | 1878 (décès) | Comte Eugène Auguste de Caffarelli | Bonapartiste          | Député d'Ille-et-Vilaine (1852-1869) Propriétaire à Leschelles                  |
| 1878    | 1886         | François Théodore Belseur-Delbrun  |                       | Notaire à Saint-Quentin puis à La Capelle                                       |
| 1886    | 1922 (décès) | Henri Dehon (1839-1922)            | Républicain (Droite)  | Président du comice agricole de l'arrondissement de Vervins Maire de La Capelle |
| 1922    | 1934         | Albert Ledant                      | Rad.                  | Maire d'Étréaupont                                                              |
| 1934    | 1940         | Marcel Mairesse (1876-1946)        | Rad.ind.              | Médecin, chirurgien Maire de La Capelle, conseiller d'arrondissement            |
|         |              |                                    |                       |                                                                                 |
| 1943    | 1945         | André Daublain (1884-1955)         |                       | Conseiller municipal de Rocquigny Nommé conseiller départemental en 1943        |
|         |              |                                    |                       |                                                                                 |
| 1945    | 1949         | Pierre Fresnel                     | UDSR                  | Chirurgien à Maubeuge                                                           |
| 1949    | 1972 (décès) | Georges Hestrés (1888-1972)        | DVD puis UNR puis UDR | Lieutenant-colonel Maire de Buironfosse                                         |
| 1972    | 1998 (décès) | Louis Hennebelle                   | UDR puis RPR          | Docteur en médecine, maire de La Capelle (1957-1997)                            |
| 1998    | 2004         | Jean Fossier                       | DVD                   | Retraité des P.T.T. Maire de Clairfontaine                                      |
| 2004    | 2015         | Frédéric Meura                     | UMP                   | Maire de Papleux (1995-2010 puis depuis 2014) Conseiller régional               |

### Conseillers d'arrondissement (de 1833 à 1940)
| Période                                  | Période | Identité                           | Étiquette   | Qualité |
| ---------------------------------------- | ------- | ---------------------------------- | ----------- | --- |
| 1833                                     | 1848    | Pierre André Lesur                 |             | Notaire à Étréaupont                                                                                        |
|                                          |         |                                    |             | |
| 1907                                     | 1913    | M. Follet                          |             | |
| 1913                                     | 1919    | Palmyre Grouselle                  | Républicain | Maire de Buironfosse (1909-1913)                                                                            |
| 1919                                     | 1922    | Albert Ledant                      | Radical     | Maire d'Étréaupont                                                                                          |
|                                          | 1934    | Marcel Mairesse                    | Rad.ind.    | Médecin, maire de La Capelle                                                                                |
| 1931                                     |         | M. Wasselez                        |             | |
|                                          | 1940    | Henri-Célestin Lavoine (1871-1956) | Radical     | Propriétaire agriculteur à Papleux                                                                          |
| 1940                                     |         |                                    |             | Les conseils d'arrondissement ont été suspendus par la loi du 12 octobre 1940 et n'ont jamais été réactivés |
| Les données manquantes sont à compléter. |         |                                    |             | |

## Composition

Carte des communes du canton de La Capelle

Le canton de Capelle a groupé 18 communes et a compté 8 128 habitants en 2012.
| Code Insee | Nom                    | Superficie (km2) | Population (hab.) | Densité (hab./km2) |
| ---------- | ---------------------- | ---------------- | ----------------- | ------------------ |
| 02141      | La Capelle (Chef-lieu) | 12,26            | 1 823             | 148,69             |
| 02135      | Buironfosse            | 17,60            | 1 193             | 67,78              |
| 02188      | Chigny                 | 10,47            | 144               | 13,75              |
| 02197      | Clairfontaine          | 14,31            | 553               | 38,64              |
| 02244      | Crupilly               | 3,52             | 74                | 21,02              |
| 02276      | Englancourt            | 7,97             | 132               | 16,56              |
| 02284      | Erloy                  | 7,44             | 90                | 12,1               |
| 02295      | Étréaupont             | 17,59            | 926               | 52,64              |
| 02324      | Fontenelle             | 10,47            | 278               | 26,55              |
| 02337      | Froidestrées           | 4,91             | 205               | 41,75              |
| 02342      | Gergny                 | 5,86             | 146               | 24,91              |
| 02312      | La Flamengrie          | 26,43            | 1 138             | 43,06              |
| 02418      | Lerzy                  | 11,54            | 214               | 18,54              |
| 02445      | Luzoir                 | 10,99            | 295               | 26,84              |
| 02584      | Papleux                | 1,93             | 108               | 55,96              |
| 02650      | Rocquigny              | 10,99            | 389               | 35,4               |
| 02725      | Sommeron               | 4,68             | 135               | 28,85              |
| 02728      | Sorbais                | 13,72            | 285               | 20,77              |

## Démographie
| 1962  | 1968  | 1975  | 1982  | 1990  | 1999  | 2006  | 2007  | 2008  |
| ----- | ----- | ----- | ----- | ----- | ----- | ----- | ----- | ----- |
| 9 888 | 9 457 | 8 938 | 8 695 | 8 529 | 8 260 | 8 027 | 8 061 | 8 011 |

| 2009  | 2010  | 2011  | 2012  | - | - | - | - | - |
| ----- | ----- | ----- | ----- | - | - | - | - | - |
| 8 071 | 8 106 | 8 131 | 8 128 | - | - | - | - | - |